# Niederkollenbach
Niederkollenbach ist ein Wohnplatz der Gemeinde Kürten im Rheinisch-Bergischen Kreis.

## Beschreibung und Lage
Niederkollenbach liegt abseits überörtlicher Straßen im Südwesten der Gemeinde Kürten hinter dem Ortsteil Ahlendung.
Der Name kommt nach Interpretation des örtlichen Geschichtsvereins von kullen, kollen, kollern, koldern, dass sich auf die Geräusche des nahen Bachs beziehen. Mundartlich spricht man von Kolemich.

## Geschichte
Die Topographia Ducatus Montani des Erich Philipp Ploennies aus dem Jahre 1715, Blatt Amt Steinbach, belegt, dass der Ort, dort Kohlenbach genannt, bereits 1715 bestand und aus einem Freihof bestand. Aus der Charte des Herzogthums Berg 1789 von Carl Friedrich von Wiebeking geht hervor, dass Niederkollenbach zu dieser Zeit Teil der Honschaft Kollenbach im Kirchspiel Kürten war.
Unter der französischen Verwaltung zwischen 1806 und 1813 wurde das Amt Steinbach aufgelöst und Niederkollenbach wurde politisch der Mairie Kürten im Kanton Wipperfürth im Arrondissement Elberfeld zugeordnet. 1816 wandelten die Preußen die Mairie zur Bürgermeisterei Kürten im Kreis Wipperfürth. Niederkollenbach gehörte zu dieser Zeit zur Gemeinde Kürten.
Der Ort ist auf der Topographischen Aufnahme der Rheinlande von 1824 als Unter Kohlenbach und auf der Preußischen Uraufnahme von 1840 als Nieder Collenbach verzeichnet. Ab der Preußischen Neuaufnahme von 1892 ist er auf Messtischblättern regelmäßig als Niederkollenbach verzeichnet.
Der 1845 laut der Uebersicht des Regierungs-Bezirks Cöln als Haus mit Ackergut kategorisierte Ort besaß zu dieser Zeit ein Wohnhaus. Zu dieser Zeit lebten 14 Einwohner im Ort, davon alle katholischen Bekenntnisses. Im Gemeindelexikon für die Provinz Rheinland von 1888 werden ein Wohnhaus mit 14 Einwohnern angegeben. Hier wird auch vom Kollenbacher Hof gesprochen.
1927 wurden die Bürgermeisterei Kürten in das Amt Kürten überführt. In der Weimarer Republik wurden 1929 die Ämter Kürten mit den Gemeinden Kürten und Bechen und Olpe mit den Gemeinden Olpe und Wipperfeld zum Amt Kürten zusammengelegt. Der Kreis Wipperfürth ging am 1. Oktober 1932 in den Rheinisch-Bergischen Kreis mit Sitz in Bergisch Gladbach auf.
1975 entstand aufgrund des Köln-Gesetzes die heutige Gemeinde Kürten, zu der neben den Ämtern Kürten, Bechen und Olpe ein Teilgebiet der Stadt Bensberg mit Dürscheid und den umliegenden Gebieten kam.